# Arthrodesmus bifidus
Arthrodesmus bifidus là một loài Song tinh tảo trong họ Desmidiaceae, thuộc chi Arthrodesmus.